# São Pedro (Funchal)
São Pedro is een plaats (freguesia) in de Portugese gemeente Funchal en telt 7681 inwoners (2001).